# Dominica Fernández
Dominica Fernández Fernández (La Coruña) es una política de Canarias, España; fue delegada del Gobierno en Canarias, en sustitución de Carolina Darías Sansebastián.
Realizó estudios de Psicología en la Universidad Federal de Río de Janeiro. Ha desempeñado los puestos de Psicoterapeuta y Rehabilitadora en un colegio de educación especial en Gran Canaria, y fue consejera de Bienestar Social, Empleo y Juventud en el Cabildo Insular de Gran Canaria, y en el de concejala portavoz en el Ayuntamiento de Santa Brígida (Gran Canaria). En la actualidad ocupa el cargo de secretaria de Relaciones Institucionales de la Comisión Ejecutiva del Partido Socialista de Canarias-PSOE de Santa Brígida.